# بني موسى (أفلح الشام)

تعديل مصدري - تعديل

بني موسى هي إحدى قرى عزلة بني حربي بمديرية أفلح الشام التابعة لمحافظة حجة، بلغ تعداد سكانها 118 نسمة حسب تعداد اليمن لعام 2004.